# Kornknutmossa
Kornknutmossa (Odontoschisma denudatum) är en bladmossart som först beskrevs av Carl Friedrich Philipp von Martius, och fick sitt nu gällande namn av Barthélemy Charles Joseph Dumortier. Kornknutmossa ingår i släktet knutmossor, och familjen Cephaloziaceae. Enligt den finländska rödlistan är arten nära hotad i Finland. Enligt den svenska rödlistan är arten nära hotad i Sverige. Arten förekommer i Götaland och Svealand. Arten har tidigare förekommit på Gotland men är numera lokalt utdöd. Artens livsmiljö är skogslandskap, våtmarker. Inga underarter finns listade i Catalogue of Life.

## Bildgalleri

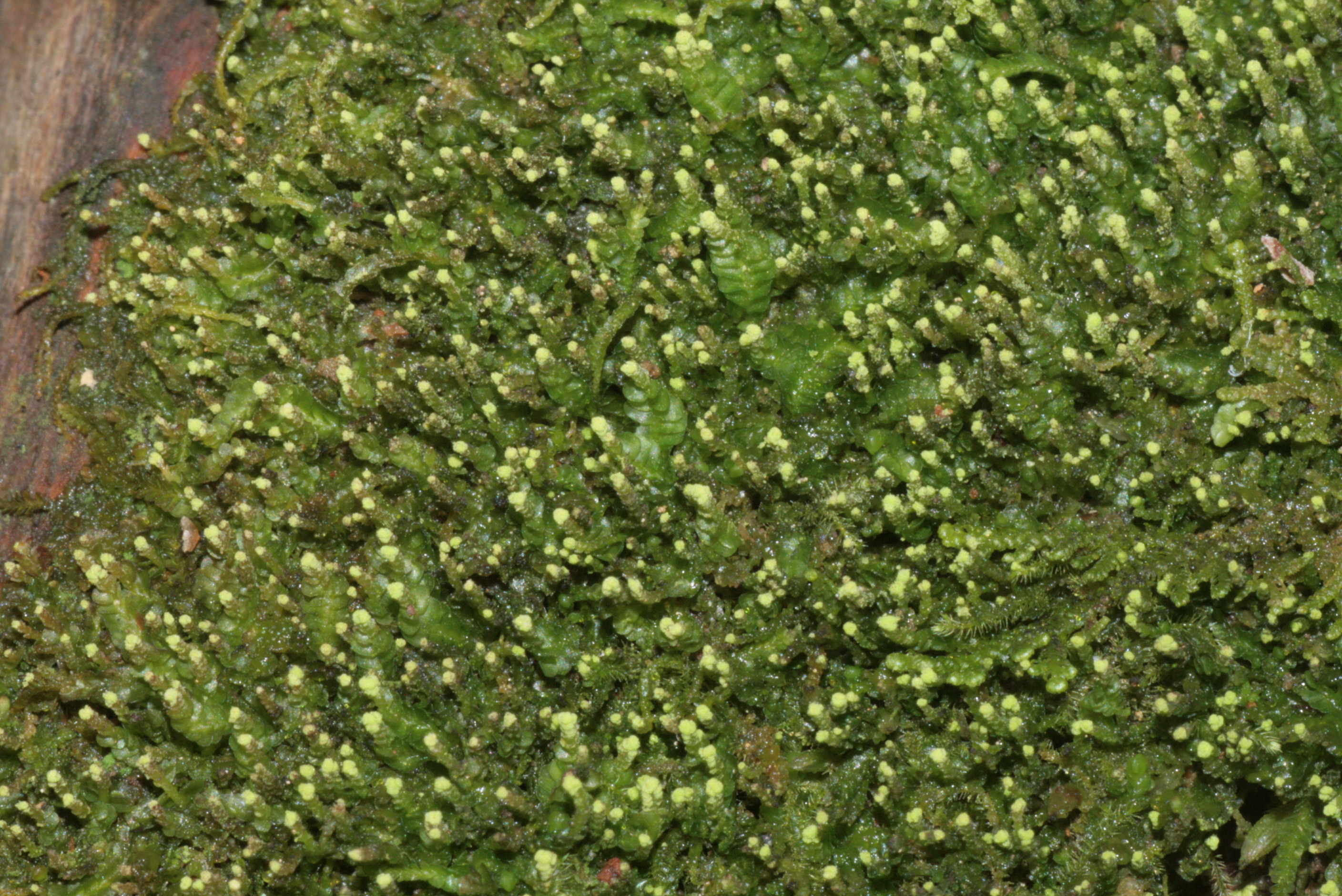
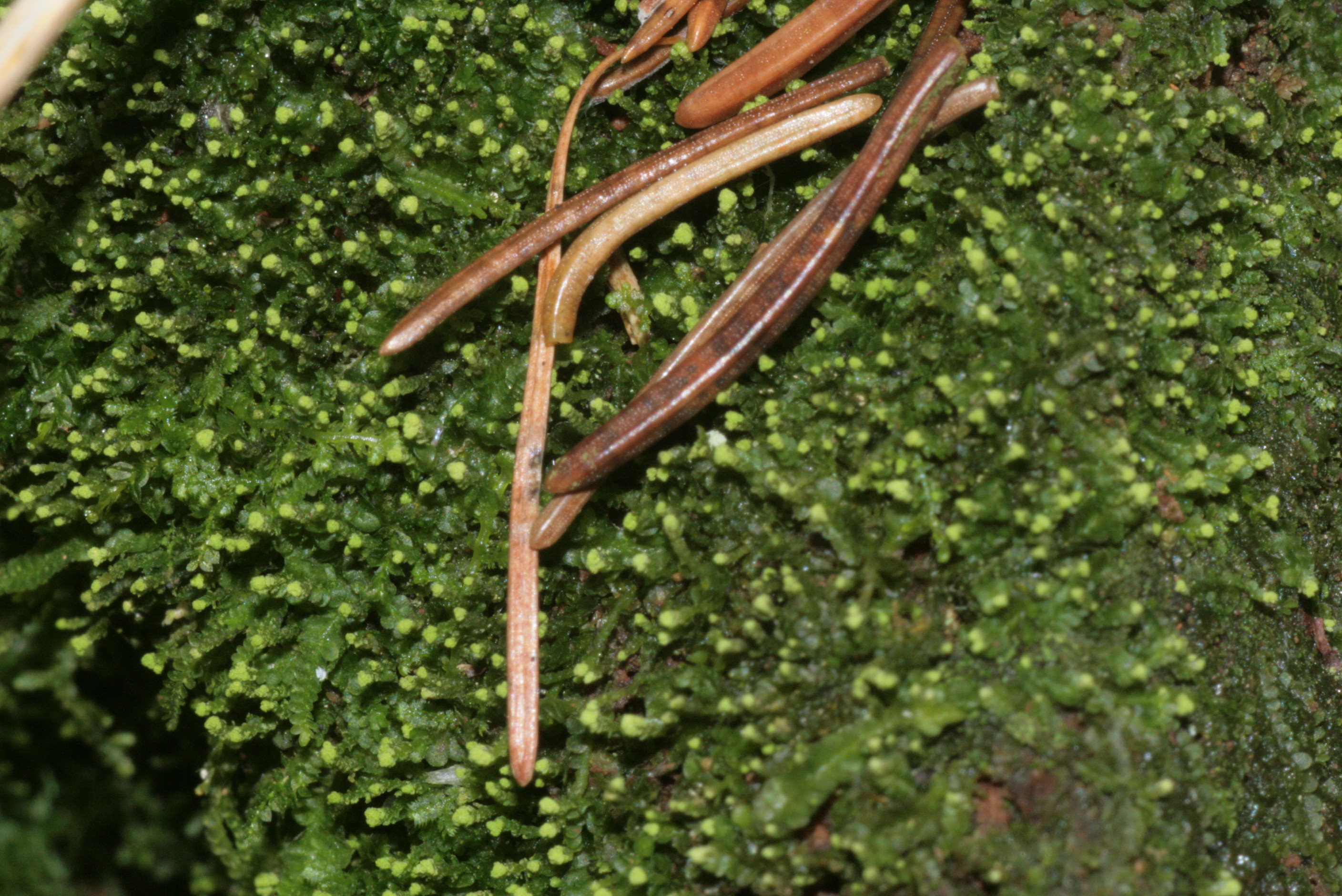
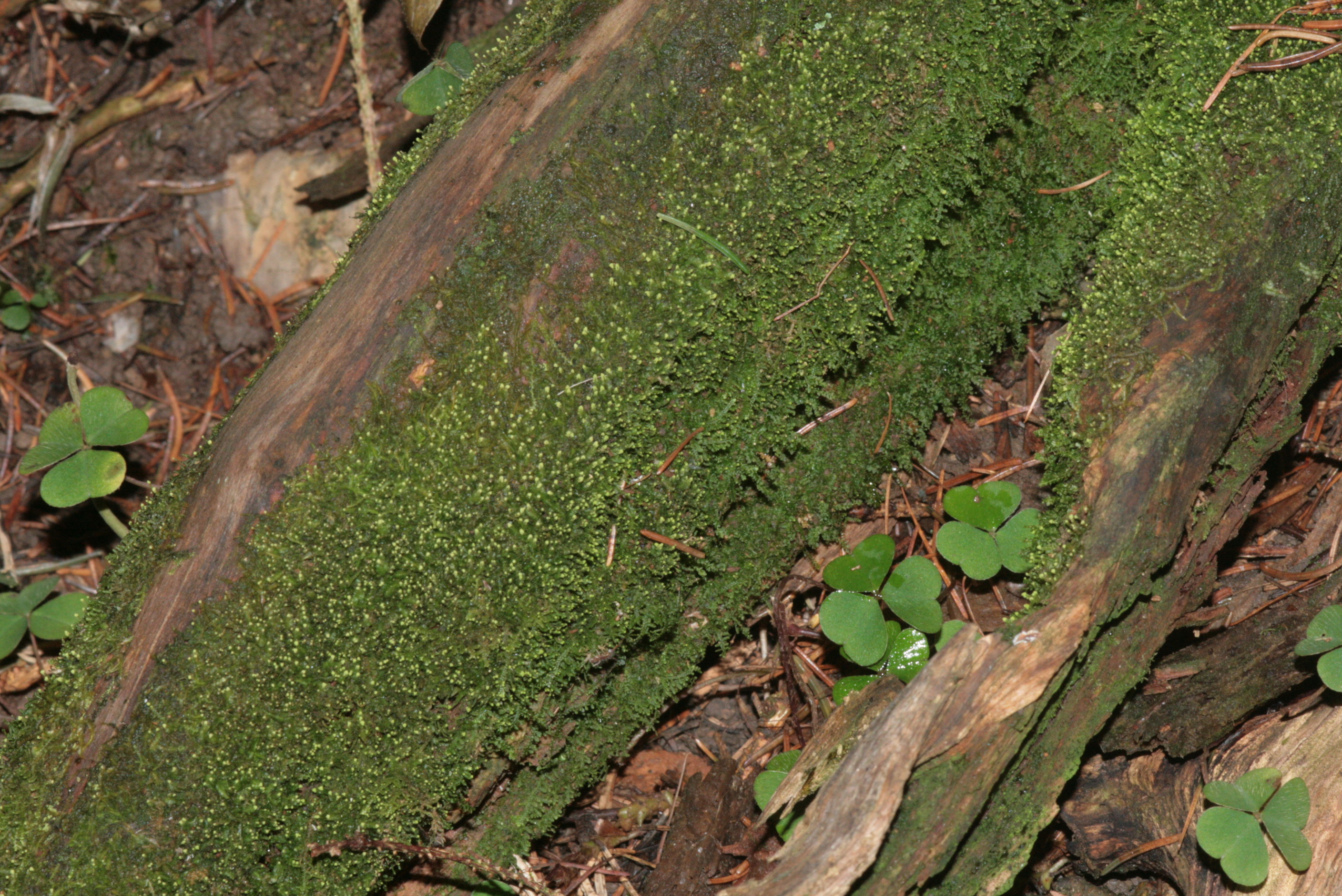
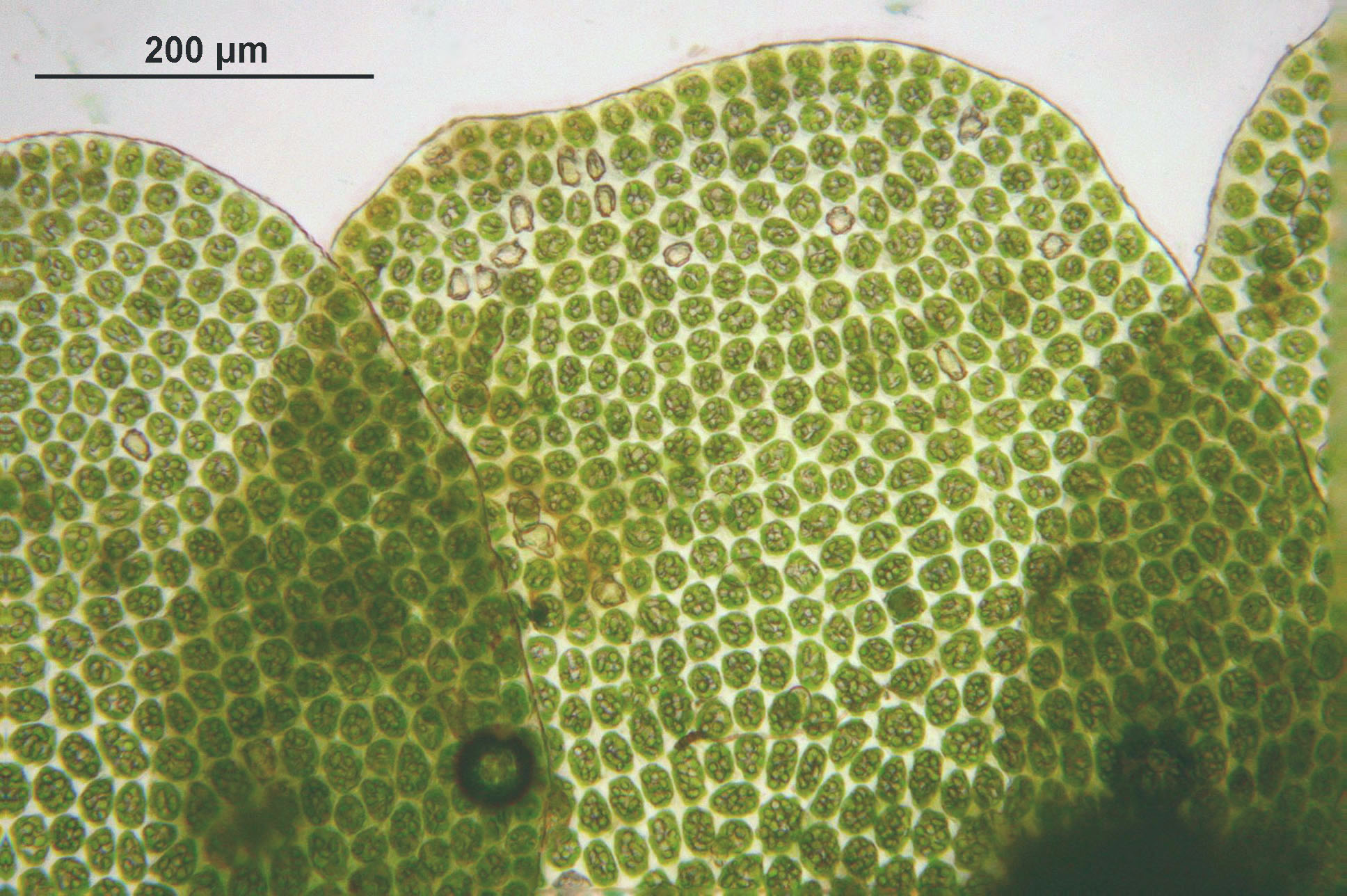
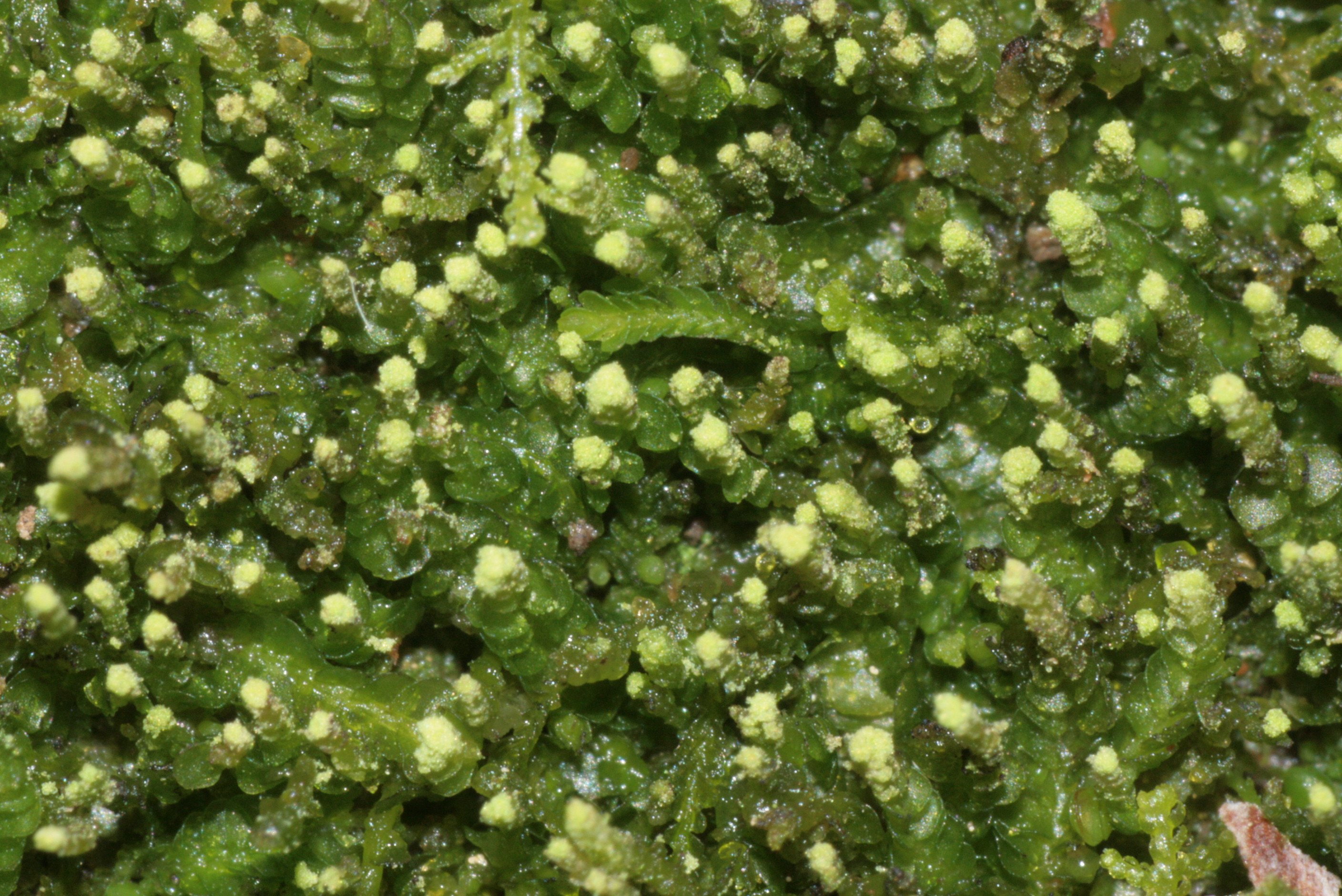
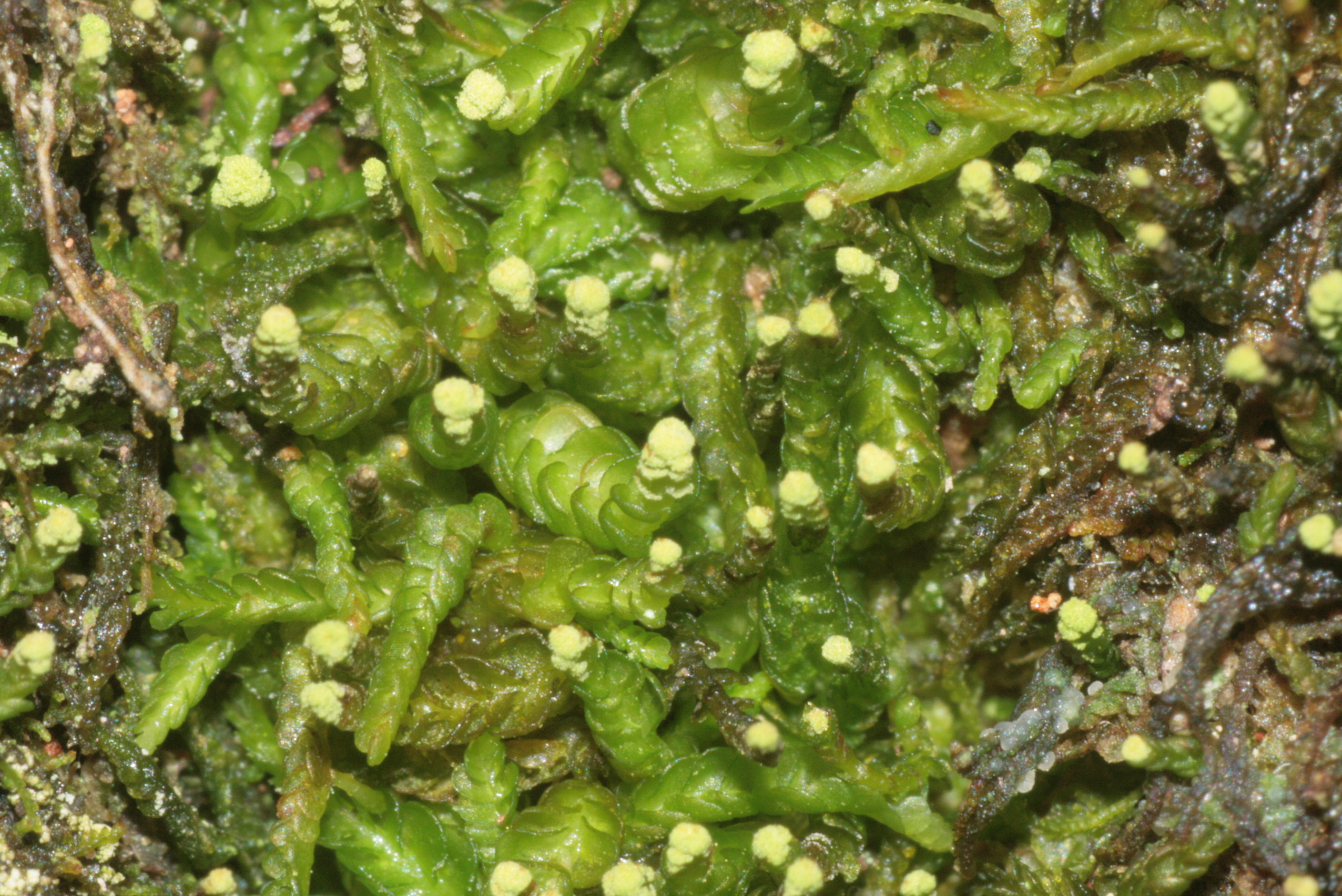